# ثوسو مبيدو
ثوسو مبيدو، (مواليد 8 يوليو 1991)، هي ممثلة جنوب أفريقية. تم ترشيحها لجائزة إيمي عن دورها في "تلينوفيلا إذ ثونزي"، والذي أطلق عليه "أحد أكثر البرامج التلفزيونية إقناعًا على تلفزيون جنوب إفريقيا" لعبت أيضًا دور كيتسو ميدوبي في مسلسل "فضيحة!"، و"نوسيسة" في "إزيبايا، و"بوني كومالو" في "القديسين والخطاة".

## النشأة والوظيفة
وُلدت ثوسو نوكواندا مبيدو ونشأت في بيلهام، إحدى مقاطعات بيترماريتسبورغ في كوازولو ناتال. ترعرعت على يد جدتها التي كانت الوصي القانوني عليها بعد وفاة والديها في سن مبكرة. عندما كانت مبيدو في الثامنة عشرة من عمرها، التحقت بجامعة ويتواترسراند، حيث درست المسرح المادي وإدارة الفنون المسرحية، وقد لحقه تخرجها بمرتبة الشرف. في عام 2012 حضرت استوديو ستيلا أدلر للتمثيل في نيويورك بالولايات المتحدة الأمريكية.

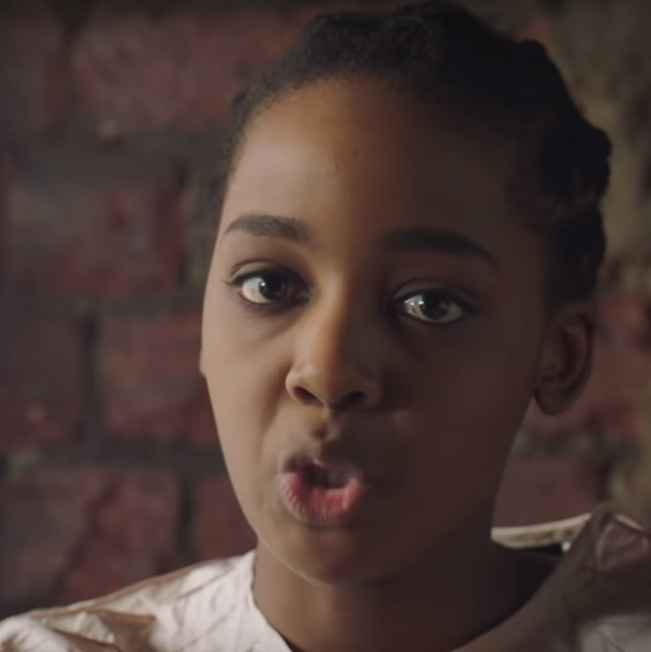
ثوسو مبيدو في دور إيبلنغ

بعد أن ظلت عاطلة عن العمل لمدة ستة أشهر، حصلت على أول دور بطولة لها في التلفزيون في مسلسل سحر مزانسي الدرامي للمراهقين «إزثونزي»، والذي تم عرضه لأول مرة في أكتوبر 2016. في المسلسل لعبت ثوسو دور ويني، وهي فتاة جريئة تحلم بالزواج من لاعب رجبي ثري ومشهور، لكن تتحطم أحلامها عندما يتم نفيها لتعيش مع خالتها الصارمة في بيرجفيل بكوازولو ناتال. أثناء تصوير مشهد اغتصاب في البرنامج عانت ثوسو من نوبة هلع. في سبتمبر 2017 تم ترشيحها لجائزة إيمي الدولية في فئة أفضل أداء من قبل ممثلة عن دورها في دور ويني في إزثونزي وكانت الإفريقية الوحيدة التي تم ترشيحها في ذلك العام.